# 灰色真鲨
灰色真鲨（学名：Carcharhinus obscurus）为軟骨魚綱真鯊目真鲨科真鲨属的鱼类，被IUCN列為瀕危保育類動物。法國博物學家查爾斯·亞歷山大·勒蘇爾(Charles Alexandre Lesueur)在1818年出版的《費城自然科學院學報》上首次發表了對本種的科學描述，他將其歸入角鯊屬，隨後的學者將該物種歸類於真鯊屬。分布于美洲东西岸沿海、非洲西岸及东南岸沿海、亚洲东南方沿海及澳洲东西岸沿海、主要在南北纬40度之间以及台东外海等地400米以上的海域。该物种的模式产地在北美洲。本魚體呈紡錘形且粗壯，頭部及吻部扁平，眼睛圓形具有瞬膜，鼻孔之前有幾乎不發育的皮瓣，嘴角處有非常短的皺紋，雙顎兩側各有13-15排牙齒。上顎牙明顯寬闊，呈三角形，略傾斜，有粗大的鋸齒，而下顎牙較窄，直立，有較細的鋸齒。五對鰓縫相當長，胸鰭大，長度約為身體的五分之一，呈鐮刀狀，逐漸變細，背鰭2個，第一背鰭大小適中，略呈鐮刀形，頂端尖，後緣強烈凹入，起源位於胸鰭尖端上方；第二背鰭較小，位於臀鰭對面。背鰭之間有一個低背脊，尾鰭又大又高，下葉發達，上葉尖端附近有腹側切跡。身體上部為青銅色至藍灰色，下部為白色，延伸至側面，呈現淡淡的淺色條紋，魚鰭，特別是胸鰭的下側和尾鰭下葉向尖端變暗，它是該屬最大的一個種，體長可達4.2米（14英尺），重可達347（765磅）。幼魚主要棲息在沿海，成魚則棲息在外海，它們在夏季游往兩極，冬季游往赤道，屬肉食性，以硬骨魚、小型鯊魚、頭足類和甲殼類為食，胎生，在西北大西洋的交配期在春季，而南非等其他地區似乎沒有繁殖季節性。雌魚的妊娠期估計長達22-24個月，最多每三年生產1次，每次可產下3至16尾幼魚，根據地區的不同，生產期可能全年或持續數月。為經濟價值高的食用魚，魚鰭可做魚翅，魚皮可加工成皮革，肝臟可加工製成維他命及魚肝油。 